# Chiesetta degli Alpini
La Chiesetta degli Alpini è sita a Collerotondo, presso Scanno, in provincia dell'Aquila.
Si accede a questa chiesa tramite la seggiovia di Collerotondo o tramite il sentiero parallelo. Dalla scalinata presso lo stazzo di Collerotondo si accede al colle ov'è la chiesa.
Nei pressi vi sono degli importanti impianti sciistici.

## Struttura

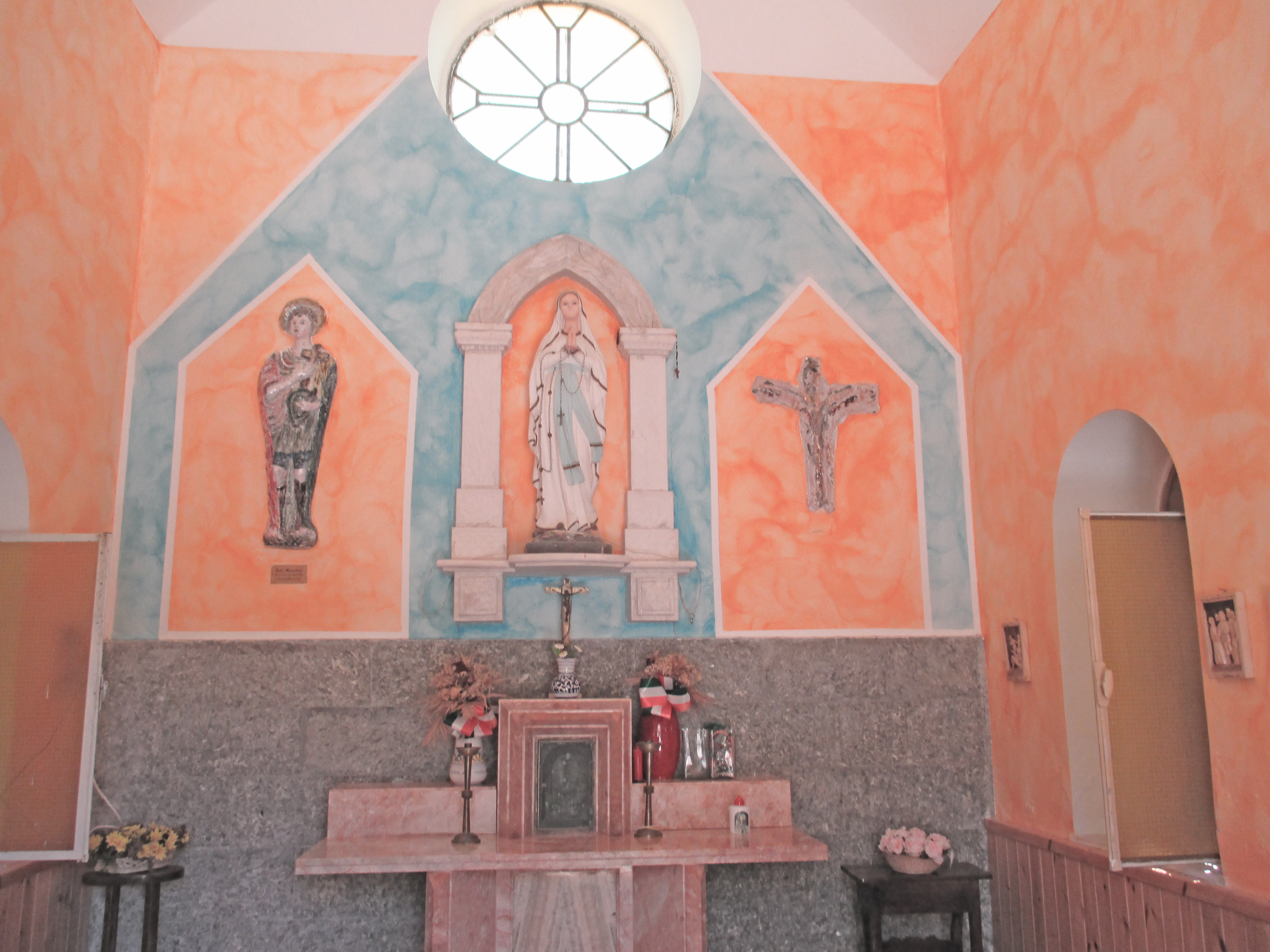
Interno della chiesa

La struttura esterna è quella a chalet svizzero a fortissimo spiovente.
Alla sinistra della facciata è il campanile con tetto a cuspide per l'elevata pendenza delle pareti esterne dello stesso.
Il piccolo altare è in pietra locale dipinta a sembrare dei marmi policromi.
Dietro l'altare vi sono delle piccole sculture inerenti alla Madonna e un crocifisso.
In una delle pareti all'interno della chiesa, in una cornice, vi è la preghiera dell'alpino.